# Хо Нам Сик
Хо Нам Сик (кор. 허남식, общепринятая латинская транскрипция — Hur Nam-sik; родился 14 марта 1949 года в уезде Ыйрён, пров. Кёнсан-Намдо, Республика Корея) — государственный служащий Республики Корея, 33, 34, 35-й мэр города-метрополии Пусан.